# 人體放電模型

靜電放電敏感裝置的警示標誌

人体模型（HBM）是靜電放電（ESD）模型的一種，是分析電子元件對靜電放電耐受性特性時，最常使用的模型。此模型是模擬帶有靜電的人碰到電子元件時，在幾百納秒（ns）的時間內產生數安培的瞬間放電電流。對2千伏的ESD放電電壓而言，其瞬間放電電流的尖峰值大約是1.33 安培。

## 法规
十九世纪时，人们曾用这种模型来调查矿坑中的气体混合物爆炸事件。美國军用标准MIL-STD-883的第3015.8号方法建立了一個簡化的等效電路，以及模擬人体模型需要的測試程序。
另一個國際廣為使用的法規是ANSI/ESDA-JEDEC JS-001：静电放电敏感度测试。
人体模型主要用在工廠生產環境中，另一個類似的法規IEC 61000-4-2，則是在在系統層級的測試。

## 模型
在JS-001-2012及MIL-STD-883H中，帶電的人體都用100皮法（pF）電容器及1500歐姆的放電電阻來模擬。在測試過程中，電容會充電到數千伏（常見的是2kV、4kV、6kV及8kV），再藉由電阻串聯到被测器件進行放電 。典型的HBM波形有2至10奈秒的上升时间、每千伏特0.67安培的电流，及200奈秒脉冲宽度的双重指数信号衰减波形。
如果带电人体通过其手持的小金属物件，如钥匙、螺丝刀等对其他物体产生的放电称为人体-金属ESD模型，与典型的人体放电模型有明显的差别。人体-金属ESD产生的放电电流的峰值一般要比人体ESD大5～7倍。原因是金属物件的电极效应使得人体放电的等效电阻显著变小。

## 外部連結
- New Joint Standard JS-001-2012 download page. （页面存档备份，存于）
- New Joint Standard JS-001-2011 info. （页面存档备份，存于）
- MIL-SDT-883 overview page, all revisions